# Wilburga
Wilburga – imię żeńskie pochodzenia germańskiego, notowane w Polsce od 1265 roku w formie Wilburgis. Powstało ono ze złożenia członów Wil: stsas. willio, stwniem. will(i)o — "wola", oraz -burg — "ochraniać, chronić". 
Wilburga imieniny obchodzi 11 grudnia, jako wspomnienie św. Wilburgi z Sankt Florian. 
Znane osoby noszące imię Wilburga:
- Wirpirka von Tengling (Wilburga) – księżna czeska
- Wilburga von Leuchtenberg – opatka klasztoru Obermünster